# Haora (Distrikt)
Haora (Bengalisch: হাওড়া জেলা, Hāoṛā jelā) ist ein Distrikt im indischen Bundesstaat Westbengalen. Die Distriktshauptstadt ist Haora.
Der Distrikt Haora grenzt an Kolkata, den Fluss Hugli und die Distrikte Uttar 24 Pargana, Dakshin 24 Pargana, Purba Medinipur, Pashchim Medinipur und Hugli.

## Bevölkerung

### Einwohnerentwicklung
In den ersten Jahrzehnten des 20. Jahrhunderts wuchs die Bevölkerung bereits stark. Dies trotz Seuchen, Krankheiten und Hungersnöten. Seit der Unabhängigkeit Indiens hat sich die Bevölkerungszunahme beschleunigt. Während die Bevölkerung in der ersten Hälfte des 20. Jahrhunderts um rund 89 % zunahm, betrug das Wachstum in den fünfzig Jahren zwischen 1961 und 2011 138 %. Die Bevölkerungszunahme zwischen 2001 und 2011 lag bei 13,50 % oder rund 577.000 Menschen. Offizielle Bevölkerungsstatistiken werden seit 1901 geführt und veröffentlicht.
| Jahr      | 1901    | 1911    | 1921    | 1931      | 1941      | 1951      | 1961      | 1971      | 1981      | 1991      |
| Einwohner | 850.514 | 943.502 | 997.403 | 1.098.867 | 1.490.304 | 1.611.373 | 2.038.477 | 2.417.286 | 2.966.861 | 3.729.644 |

### Bedeutende Orte
Im Distrikt gibt es 138 Orte, die als Städte (towns und census towns) gelten. Deshalb ist der Anteil der städtischen Bevölkerung im Distrikt hoch.
Denn 3.074.144 der 4.850.029 Einwohner oder 63,38 % leben in städtischen Gebieten. Die fünf Orte mit mehr als 50.000 Einwohnern sind:
Weitere Städte mit einer Einwohnerschaft von mehr als 20.000 Personen sind (Einwohnerzahl in Klammern): Chakapara (35.282), Sankrail (29.114), Nibra (27.818), Kalara (27.210), Panchla (26.432), Sarenga (25.200), Dhulagari (23.740), Jujarsaha (21.820), Podara (21.589) und Dhuilya (20.962).

### Volksgruppen
In Indien teilt man die Bevölkerung in die drei Kategorien general population, scheduled castes und scheduled tribes ein. Die scheduled castes (anerkannte Kasten) mit (2011) 718.951 Menschen (14,82 Prozent der Bevölkerung) werden heutzutage Dalit genannt (früher auch abschätzig Unberührbare betitelt). Die scheduled tribes sind die anerkannten Stammesgemeinschaften mit (2011) 15.094 Menschen (0,31 Prozent der Bevölkerung), die sich selber als Adivasi bezeichnen. Zu ihnen gehören in Westbengalen 40 Volksgruppen. Mehr als 5000 Angehörige zählen nur die Santal (5992 Personen oder 0,12 % der Distriktsbevölkerung).
Die anerkannten Stammesgemeinschaften haben in allen Gebieten mit Ausnahme des Blocks Jagatballavpur (7,62 % der Bevölkerung) nur geringe Anteile.